# Алхаматов Алімсолтан Абсеїтович
Алімсолтан Абсеїтович Алхаматов (нар. 23 червня 1965, с. Костек Хасавюртівського району Дагестану, 2009 рік, Санкт-Петербург) — голова Хасав'юртівського району (2005—2009), кумик. Загинув від рук найманих убивць.

## Біографія
Народився 23 червня 1965 року у селі Костек Хасав'юртівського району Дагестанської АРСР.
Після закінчення Костецької середньої школи в 1983 році пішов будівельником у бригаду радгоспу «20 років Жовтня» Хасав'юртівського району. Після демобілізації з лав Радянської Армії у 1986 році вступив в Новочеркаський інженерно-будівельний інститут. Після закінчення вишу з 1993 по 2000 рр. працював на різних посадах підприємств харчової промисловості.
У 2001 році працював провідним фахівцем Рахункової палати Республіки Дагестан, потім — заступником генерального директора ЗАТ «Дагестанрегіонгаз».
2004 року Алімсолтан призначений першим заступником голови адміністрації Хасав'юртівського району. 2005 року був обраний головою муніципального утворення «Хасав'юртівський район». Зарекомендував себе як відповідальний працівник і вимогливий керівник. Він зробив помітний внесок до соціально-економічного розвиток Хасав'юртівського району. Алімсолтан обирався депутатом Хасав'юртівських районних зборів від партії "Єдина Росія", Народних Зборів Республіки Дагестан.
27 вересня 2009 року загинув у Москві від рук найманих убивць.